# XBoard
XBoard på X11 eller WinBoard på Windows är ett fritt grafiskt användargränssnitt för olika serverbaserade schackprogram, som till exempel GNU Chess.